# کاتر کلاس اواسکو
کاتر کلاس اواسکو (به انگلیسی: Owasco-class cutter) یک کلاس از کشتی است.